# Oxyclaenidae
A Oxyclaenidae é uma família de mamíferos primitivos, pertencentes ao grupo dos Arctocyonia. Alguns incluem-nos na própria família dos Arctocyonidae. De acordo com algumas análises filogenéticas (Williamson & Carr, 2007), Oxyclaenus seria formaria um clado com o gigantesco Andrewsarchus do Eoceno Superior da Mongólia, clado este que seria um grupo irmão dos Mesonychia restantes.

## Taxonomia FamíliaOxyclaenidae
- Protungulatum Sloan & Van Valen, 1965
  - Protungulatum donnae Sloan & Van Valen, 1965 - Puercano, Paleoceno Inferior, Bug Creek Anthills, Montana, EUA
  - Protungulatum gorgun Van Valen, 1978 - Puercano, Paleoceno Inferior, Harbicht Hill, Montana, EUA
  - Protungulatum sloani Van Valen, 1978 - Puercano, Paleoceno Inferior, Purgatory Hill, Montana)
  - Protungulatum mckeeveri Archibald, 1982 - Puercano, Paleoceno Inferior, McKeever Ranch, Montana)

- Carcinodon Scotti, 1892
  - Carcinodon aquilonius
  - Carcinodon olearyi Williamson & Carr, 2007
    - Carcinodon simplex (Cope, 1884) - Puercano, Paleoceno Inferior, EUA (incl. Carcinodon filholianus Cope, 1884)
    - Carcinodon antiquus (Simpson, 1936) (=Oxyclaenus antiquus - Puercano, Paleoceno Inferior, EUA

- - Oxyclaenus
    - Oxyclaenus cuspidatus (Cope, 1884) (=Microclaenodon assurgens) - Puercano, Paleoceno Inferior, EUA
    - Oxyclaenus subbituminus Middleton & Dewar, 2004  - Puercano, Paleoceno Inferior, Alexander Locality, Colorado)